# Hepatocelularni karcinom
Hepatocelularni karcinom ili rak jetrenih stanica je zloćudna novotvorina koja se sastoji od maligno promijenjenih hepatocita (stanica jetrenog parenhima).
Neki od faktori rizika za nastanak bolesti su kronični hepatitis B i kronični C, alkoholizam, ciroza jetre.
Bolest se najčešće maifestira porastom vrijednosti nalaza jetrenih enzima u biokemijskim pretragama krvi, žuticom ili bolovima u trbuhu.
U dijagnosticiranju bolest koriste se radiološke pretrage trbuha kao što su ultrazvuk, kompjuterizirana tomografija, magnetska rezonancija, te laboratorijska pretraga tumorskog biljega alfafetoproteina.
Ovisno o proširenosti bolesti u liječenju se koristi kemoterapija, različite tehnike intervencijske radiologije kao što su transkateterska arterijska kemoembolizacija (TACE), radiofrekventna ablacija (RFA), selektivna unutarnja radioterapija (SIRT), perkutana injekcija etanola, te operativni zahvati (resekcija jetre ili transplantacija jetre).